# 安田川
安田川（やすだがわ）は、高知県安芸郡を流れ土佐湾に注ぐ河川。

## 地理
高知県安芸郡馬路村の稗己屋山（ひえごややま、標高1228m）に源を発し南流。安芸郡安田町で土佐湾に注ぐ流程約30kmの川。広い河原や平野もなく比較的小規模な河川ではあるが、流域には日本の山里の原風景がまだ残る。水質も良好であり、夏には川遊びを楽しむ人々で小さな安田川はいっぱいになる。

## 流域の自治体
高知県
安芸郡馬路村、安田町